# 卡文迪许实验室

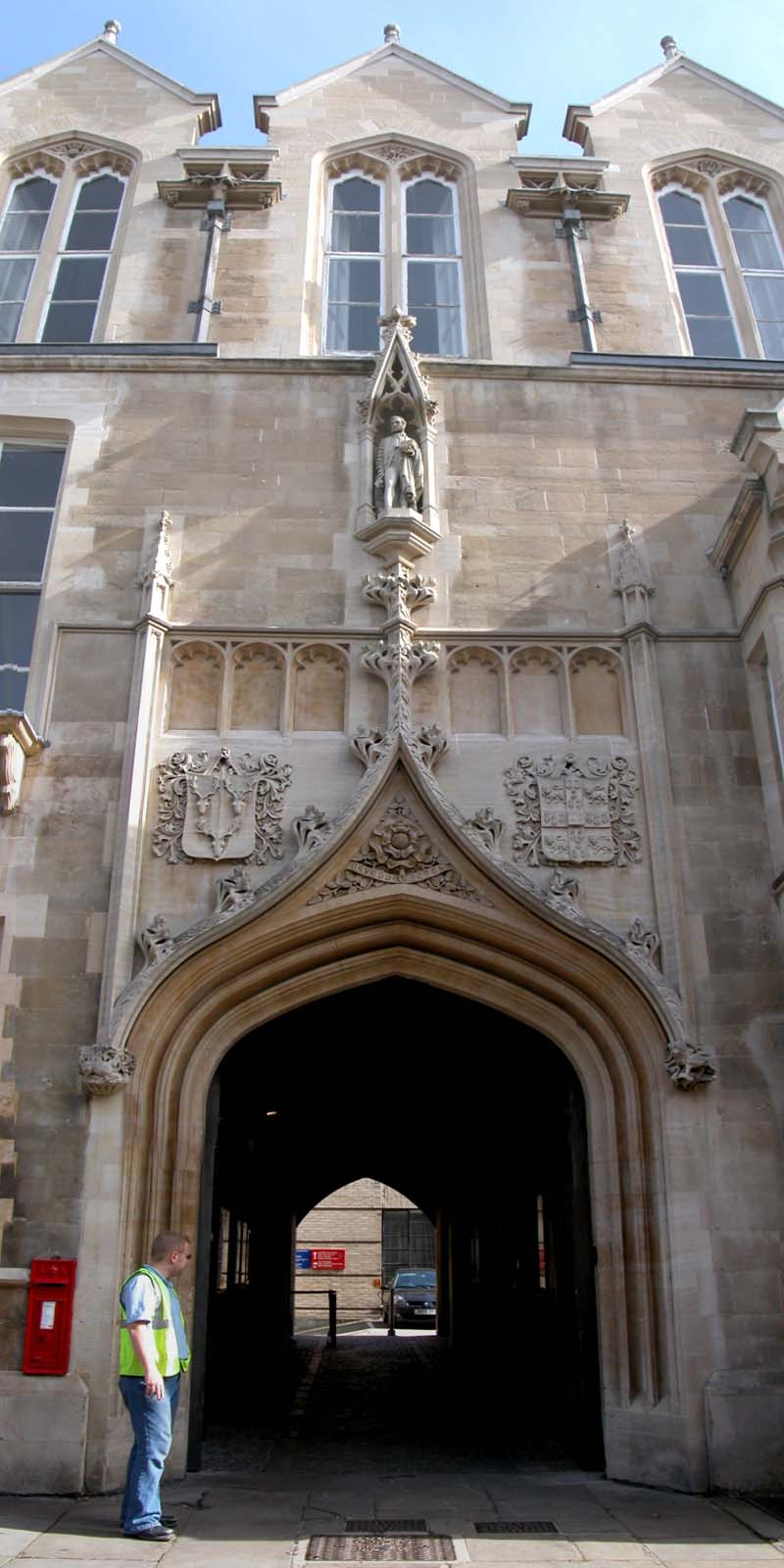
卡文迪许实验室旧址的入口处

卡文迪許實驗室（英語：Cavendish Laboratory），即是劍橋大學的物理系，研究领域包括了天体物理学、粒子物理学、固体物理学、生物物理学。由著名的英国物理学家詹姆斯·克拉克·麦克斯韦于1871年創立，1874年建成實驗室，以英国物理学家和化学家亨利·卡文迪许的名字命名。亨利·卡文迪许的亲戚、当时的剑桥大学校长威廉·卡文迪许私人捐款帮助了实验室的筹建。

## 歷史
卡文迪许实验室是近代科学史上第一个社会化和专业化的科学实验室。它的建立标志着实验室已不再局限于科学家私家住宅中的地下室和阁楼。
1937年卢瑟福去世后，布拉格接替他成为实验室主任。当时，核物理学需要大量资金建造新的仪器，世界核物理学的研究中心已经开始向经济实力雄厚的美国转移。布拉格上任后，实验室的主要研究方向从原本擅长的核物理转向固体物理学。此外，他还大力支持新兴的边缘学科，如用X射线衍射方法研究蛋白质和DNA等生物大分子，利用英国空军废弃的雷达改造成射电望远镜研究天体物理，后来卡文迪许实验室获得的两个诺贝尔奖都与此有关。

## 历任主任
历任实验室主任（卡文迪许物理学教授）：
- 1871年 - 1879年：詹姆斯·麦克斯韦
- 1879年 - 1884年：約翰·斯特拉特，第三代瑞利男爵
- 1884年 - 1919年：约瑟夫·汤姆孙
- 1919年 - 1937年：欧内斯特·卢瑟福
- 1938年 - 1953年：威廉·劳伦斯·布拉格
- 1954年 - 1971年：內維爾·莫特
- 1971年 - 1982年：布莱恩·皮帕尔德
- 1983年 - 1995年：萨姆·爱德华兹
- 1995年 - 今：理查德·弗伦德（英语：Richard Friend）

## 重要的研究成果
- 1897年，约瑟夫·汤姆孙研究阴极射线时发现电子。
- 1935年，詹姆斯·查德威克发现中子。
- 1937年，乔治·汤姆孙进行电子衍射实验，证明波粒二象性。
- 1953年，詹姆斯·沃森與佛朗西斯·克里克发现脱氧核糖核酸（DNA）的双螺旋结构，1962年獲得諾貝爾生理學或醫學獎（另一位獲獎者莫里斯·威爾金斯屬於倫敦大學國王學院）。
- 1974年，乔丝琳·贝尔及其导师安东尼·休伊什发现脉冲星。

## 諾貝爾獎得主
卡文迪许实验室從1874年至今一共產生了30位諾貝爾獎得主。
- 約翰·斯特拉特，第三代瑞利男爵（物理，1904年）
- 约瑟夫·汤姆孙（物理，1906年）
- 欧内斯特·卢瑟福（化学，1908年）
- 威廉·劳伦斯·布拉格（物理，1915年）
- 查尔斯·巴克拉（物理，1917年）
- 弗朗西斯·阿斯頓（化学，1922年）
- 查尔斯·威耳逊（物理，1927年）[3]
- 阿瑟·康普顿（物理，1927年）
- 欧文·理查森（物理，1928年）
- 詹姆斯·查德威克（物理，1935年）
- 乔治·汤姆孙（物理，1937年）[4]
- 爱德华·阿普尔顿（物理，1947年）
- 帕特里克·布萊克特（物理，1948年）
- 约翰·考克饶夫（物理，1951年）[5]
- 欧内斯特·沃吞（物理，1951年）
- 弗朗西斯·克里克（生理学或医学，1962年）
- 詹姆斯·杜威·沃森（生理学或医学，1962年）
- 马克斯·佩鲁茨（化学，1962年）
- 约翰·肯德鲁（化学，1962年）
- 多萝西·霍奇金（化学，1964年）[6]
- 布赖恩·约瑟夫森（物理，1973年）
- 马丁·赖尔（物理，1974年）
- 安东尼·休伊什（物理，1974年）
- 内维尔·莫特（物理，1977年）
- 菲利普·安德森（物理，1977年）
- 彼得·卡皮查（物理，1978年）
- 阿兰·麦克莱德·科马克（生理学或医学，1979年）
- 阿卜杜勒·薩拉姆 (物理，1979年）
- 亚伦·克拉格（化学，1982年）[7]
- 迪迪埃·奎洛茲 (物理，2019年）